# Đỗ Quang Em
Đỗ Quang Em (16 tháng 9 năm 1942 – 3 tháng 8 năm 2021) là một họa sĩ theo phong cách tả thực, với lối vẽ thật kỹ và thật giống thực. Ông được xem là họa sĩ Việt Nam có tác phẩm được bán với giá cao nhất, khi phòng tranh Galerie La Vong ở Hồng Kông bán bức Ấm và tách trà của ông với giá 50.000 USD vào năm 1995.

## Tiểu sử
Đỗ Quang Em sinh ngày 16 tháng 9 năm 1942 tại Ninh Thuận. Ông học trường Quốc gia Cao đẳng Mỹ thuật Gia Định, tốt nghiệp năm 1965, ngành hội họa.
Năm 1966, ông cùng nhiều họa sĩ khác tham gia lập Hội Họa sĩ Trẻ ở Sài Gòn.
Năm 1971, ông đoạt huy chương vàng giải Văn học Nghệ thuật của Tổng thống Việt Nam Cộng hòa. Năm 1973 và 1974, ông giảng dạy hội họa tại Quốc gia Cao đẳng Mỹ thuật Gia Định.
Sau năm 1975 ông cố vượt biên nhưng bị bắt vào năm 1976, phải đi tù ba năm. Hơn mười năm sau ông mới được chính phủ cho phép xuất ngoại thăm con ở Hoa Kỳ
Ông qua đời lúc 23:30 ngày 3 tháng 8 năm 2021 do tuổi cao sức yếu.

## Phong cách hội họa
Đỗ Quang Em vẽ tranh theo phong cách tả thực, thậm chí từng được gọi là hyperrealist, tức "vô cùng thực".
Hai đề tài ông vẽ nhiều nhất là tĩnh vật, thường là chén ấm trà, và chân dung phụ nữ, thường là chân dung vợ ông.
Trong chuyến thăm chính thức Việt Nam năm 2000, Tổng thống Hoa Kỳ Bill Clinton, trong diễn văn đọc tại Phủ Chủ tịch ở Hà Nội, có nhắc tới việc tranh của Đỗ Quang Em bán được giá cao, như thí dụ về ảnh hưởng của sự toàn cầu hóa tới Việt Nam.
Cha ông mở tiệm ảnh, và trong một cuộc phỏng vấn ông thú nhận ngành nhiếp ảnh có ảnh hưởng tới phong cách hội họa của ông.

## Tác phẩm
Đỗ Quang Em là người "trăm phần trăm chỉ biết vợ biết con mình". Ông chỉ vẽ những người thân trong gia đình và tĩnh vật. Tranh của ông thường được chú trọng về xếp đặt ánh sáng.
Các lần ông tham gia triển lãm:
- 1991: Triển lãm chung "Tranh Sơn dầu và Lụa của bốn Họa sĩ" tại TP.HCM.
- 1993: Tham gia triển lãm: "New Space" của các họa sĩ Việt Nam và Singapore.
- 1994: Triển lãm "36 Tác phẩm Mới", Viện Bảo Tàng Mỹ thuật Thành phố HCM.
- Trưng bày tại Galerie Lã Vọng, Hồng Kông từ năm 1993 đến 1996